# 克氏赫威黑頭魚
克氏赫威黑頭魚，為輻鰭魚綱水珍魚目深海黑頭魚科的其中一種，為深海魚類，分布於東大西洋冰島至亞速群島、摩洛哥向南至那米比亞；東太平洋夏威夷；印度西太平洋海域，深度1000-3200公尺，體長可達40公分，棲息在底中層水域，生活習性不明。